# Långträsket (Piteå socken, Norrbotten, 727060-173031)
Långträsket är en sjö i Piteå kommun i Norrbotten och ingår i Lillpiteälvens huvudavrinningsområde. Sjön har en area på 0,39 kvadratkilometer och ligger 196 meter över havet. Sjön avvattnas av vattendraget Keupån (Krokabäcken).

## Delavrinningsområde
Långträsket ingår i det delavrinningsområde (727016-172890) som SMHI kallar för Utloppet av Långträsket. Medelhöjden är 247 meter över havet och ytan är 5,44 kvadratkilometer. Räknas de 3 avrinningsområdena uppströms in blir den ackumulerade arean 22,04 kvadratkilometer. Keupån (Krokabäcken) som avvattnar avrinningsområdet har biflödesordning 2, vilket innebär att vattnet flödar genom totalt 2 vattendrag innan det når havet efter 31 kilometer. Avrinningsområdet består mestadels av skog (73 procent) och sankmarker (18 procent). Avrinningsområdet har 0,39 kvadratkilometer vattenytor vilket ger det en sjöprocent på 7,2 procent.